# (9485) Uluru
(9485) Uluru (6108 P-L) – planetoida z pasa głównego asteroid okrążająca Słońce w ciągu 4,24 lat w średniej odległości 2,62 j.a. Odkryta 24 września 1960 roku.